# Comuna Bogdanovci, Vukovar-Srijem
Bogdanovci este o comună în cantonul Vukovar-Srijem, Croația, având o populație de 1.960 de locuitori (2011).

## Demografie
Componența etnică a comunei Bogdanovci
     Croați (56,17%)
     Ruteni (22,65%)
     Sârbi (9,59%)
     Ucraineni (7,55%)
     Albanezi (2,35%)
     Necunoscut (0,2%)
     Neclasificat (1,22%)
Componența confesională a comunei Bogdanovci
     Catolici (86,28%)
     Ortodocși (10,41%)
     Fără religie și atei (1,07%)
     Necunoscută (0,87%)
     Alte religii (1,38%)
Conform recensământului din 2011, comuna Bogdanovci avea 1.960 de locuitori. Din punct de vedere etnic, majoritatea locuitorilor (56,17%) erau croați, existând și minorități de ruteni (22,65%), sârbi (9,59%), ucraineni (7,55%) și albanezi (2,35%). Apartenența etnică nu este cunoscută în cazul a 0,2% din locuitori. Din punct de vedere confesional, majoritatea locuitorilor (86,28%) erau catolici, existând și minorități de ortodocși (10,41%) și persoane fără religie și atei (1,07%). Pentru 0,87% din locuitori nu este cunoscută apartenența confesională.